# Cicinho (ur. 1986)
Alex Sandro Mendonça dos Santos (ur. 4 sierpnia 1986), znany jako Cicinho, to brazylijski piłkarz grający na pozycji prawego obrońcy. Obecnie jest zawodnikiem Sevilli.